# پاندزویل (مریلند)
پاندزویل (به انگلیسی: Pondsville) یک منطقهٔ مسکونی در ایالات متحده آمریکا است که در مریلند واقع شده‌است. پاندزویل ۱۵۸ نفر جمعیت دارد.